# Jüdischer Friedhof (Nördlingen)

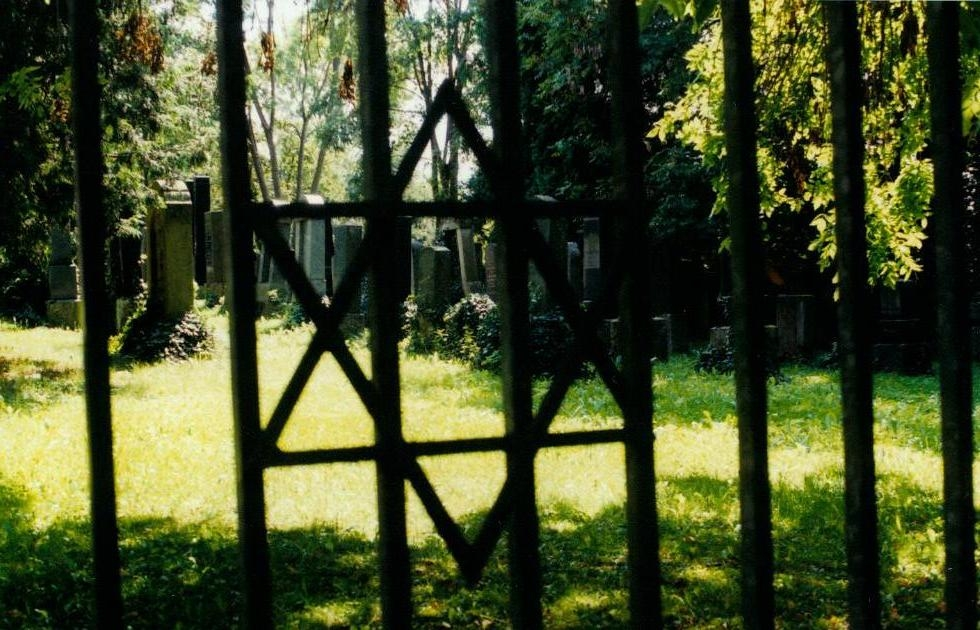
Eingang zum jüdischen Friedhof in Nördlingen

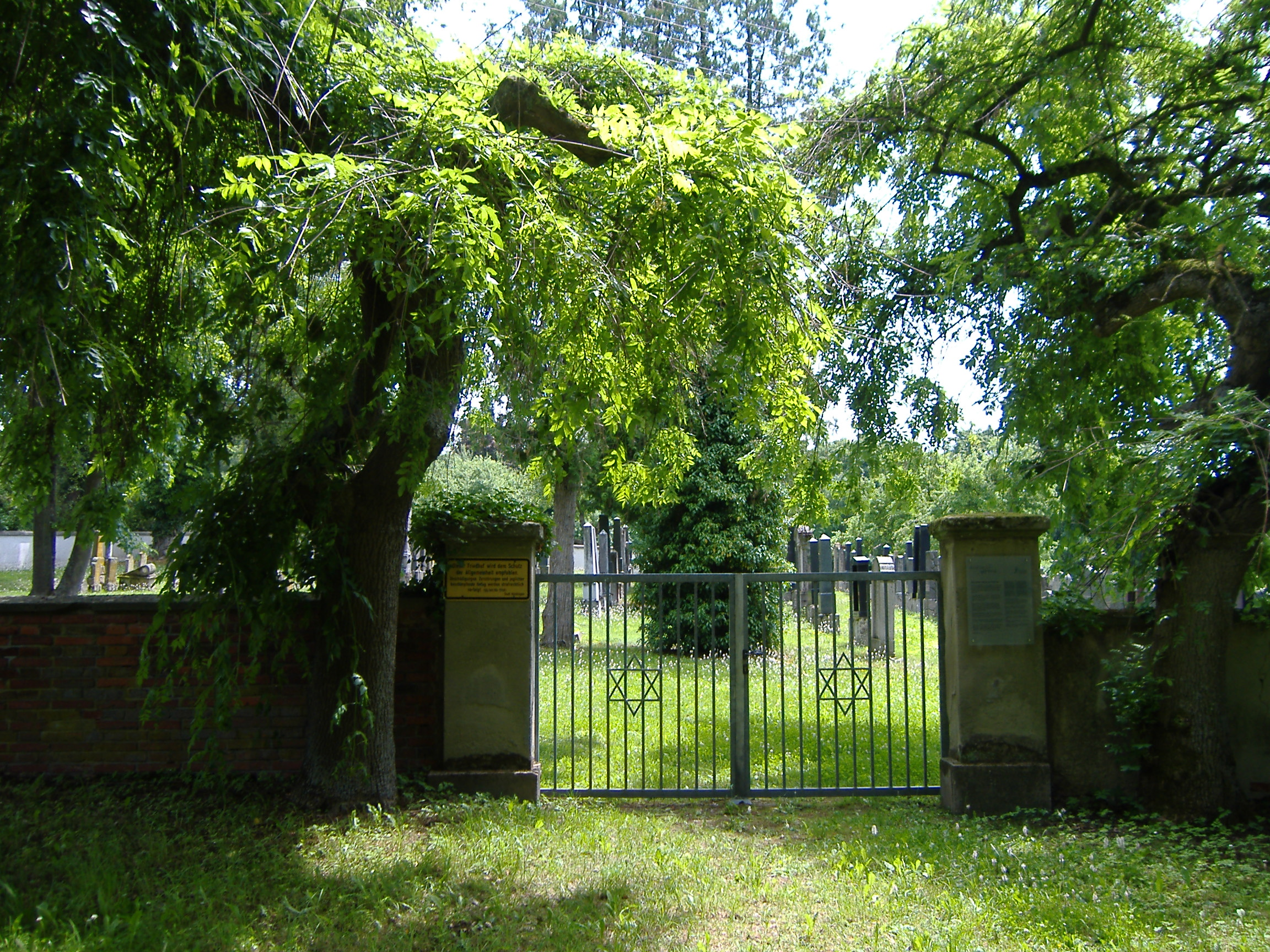
Eingangsportal zum jüdischen Friedhot Nördlingen

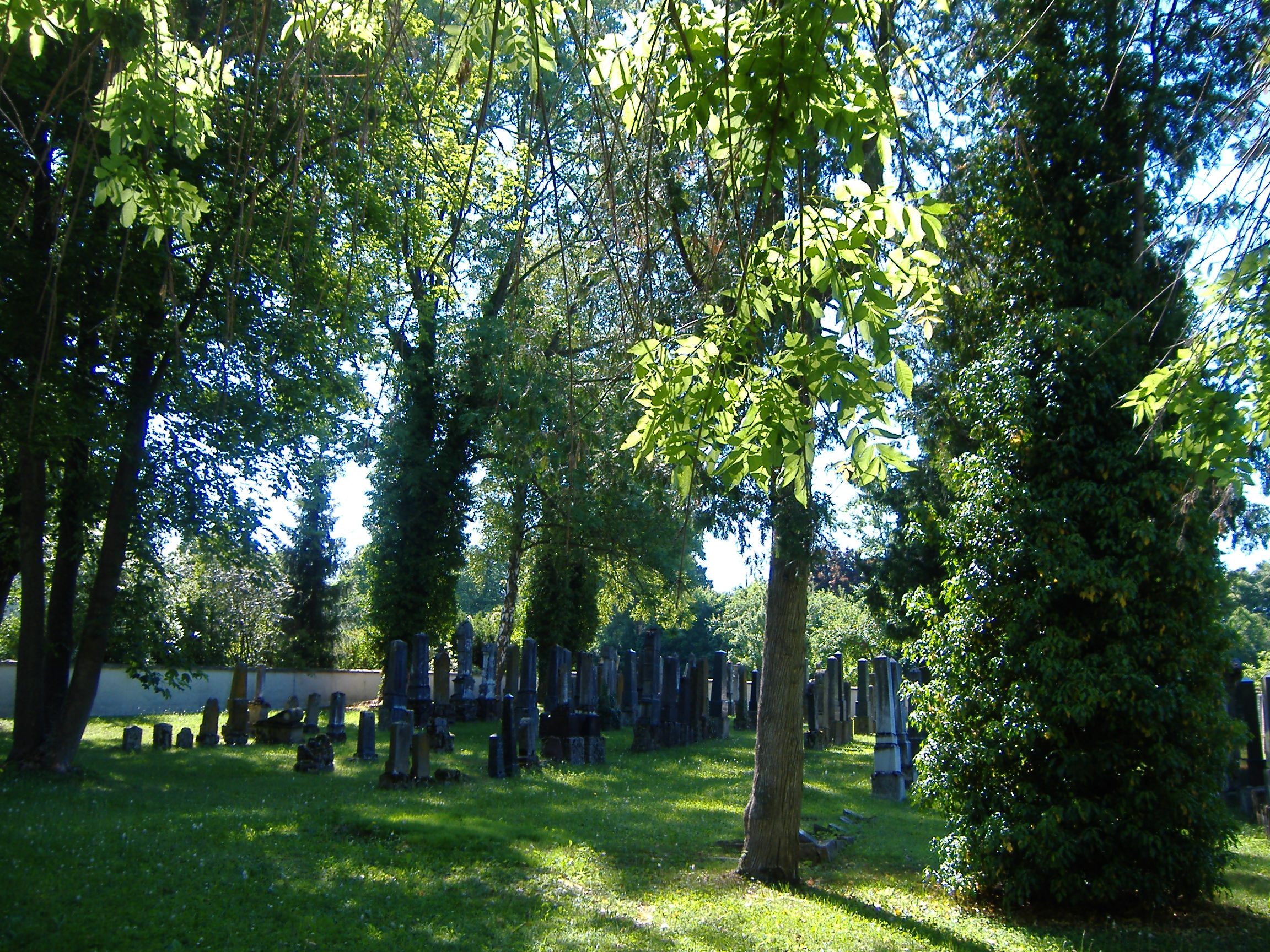
Blick vom Eingang über den Jüdischen Friedhof in Nördlingen

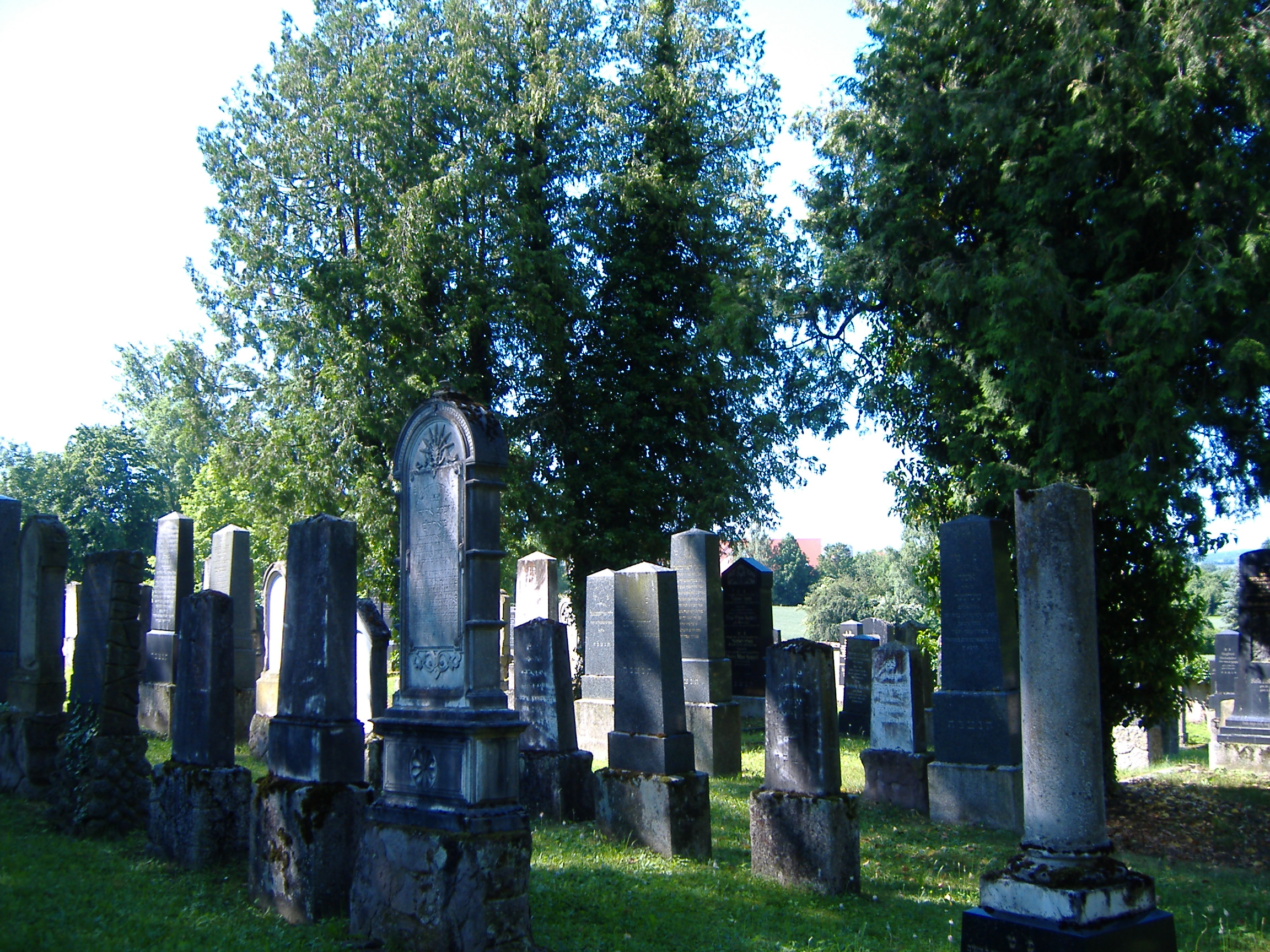
Teilansicht des Jüdischen Friedhofs in Nördlingen

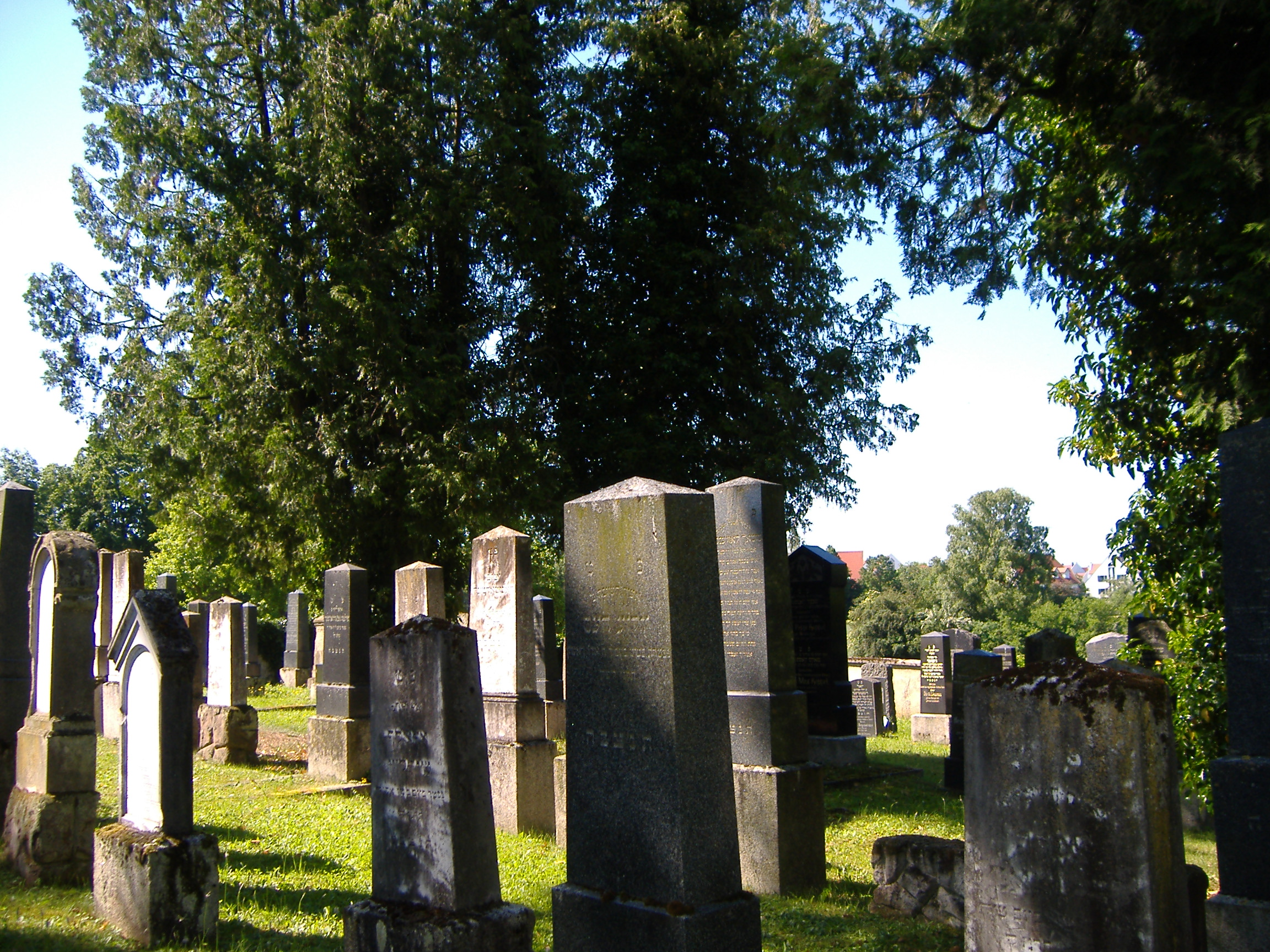
Teilansicht des Jüdischen Friedhofs in Nördlingen

Der jüdische Friedhof in Nördlingen, einer Stadt im schwäbischen Landkreis Donau-Ries, ist ein geschütztes Kulturdenkmal und befindet sich am Nähermemminger Weg.

## Geschichte
Im Mittelalter gab es bereits drei jüdische Friedhöfe, von denen keine sichtbaren Spuren mehr vorhanden sind. Nach der Vertreibung 1506/07 konnten erst wieder im 19. Jahrhundert Juden sich in Nördlingen niederlassen.
Die jüdische Gemeinde Nördlingen errichtete 1877 wieder einen Friedhof in der Nachbarschaft des städtischen Friedhofes am Nähermemminger Weg beziehungsweise am Stegmühlweg. Auch ein Taharahaus wurde erbaut und am 7. September 1877 eingeweiht. 1978 wurde das Gebäude wegen Baufälligkeit abgebrochen.
Auf dem 18,68 Ar großen Friedhof befinden sich heute noch etwa 220 Grabsteine (Mazewot). Die letzte Beisetzung fand 1986 statt.
Auf dem Friedhof befindet sich ein Kriegerdenkmal für die jüdischen Gefallenen des Ersten Weltkrieges aus Nördlingen.

### Zeit des Nationalsozialismus
In der Zeit des Nationalsozialismus wurde der Friedhof teilweise abgeräumt. Viele Grabsteine und Teile der Friedhofsmauer wurden abtransportiert und als Baumaterial benutzt. 1947 wurden 200 Grabsteine wieder aufgerichtet.

## Gedenken
Auf dem Friedhof steht ein Gedenkstein mit der Inschrift: „Den Toten zur Ehre und zum ewigen Gedenken an die jüdischen Bürger aus Nördlingen und Umgebung, die in den Verfolgungsjahren 1933–1945 grausam umgekommen sind. Uns Lebenden zur Mahnung, den kommenden Geschlechtern zur eindringlichen Lehre. Errichtet im Jahre 1979 vom Landesverband der Israelitischen Kultusgemeinden in Bayern“.